# AP-1
AP-1 (ang. activator protein 1) - kompleks białkowy, zbudowany z dimerów białek z rodzin Fos, Jun, ATF i Maf, który działa jako czynnik transkrypcyjny. Rozpoznaje sekwencję TGACT(C/A)A występującą w promotorach i enhancerach wielu genów, m.in. związanych z działaniem układu odpornościowego. Do aktywacji czynnika AP-1 dochodzi m.in. w wyniku działania czynników wzrostu, cytokin, neuromediatorów, w odpowiedzi na wirusy i bakterie, a także w odpowiedzi na czynniki stresowe. W jego aktywacji biorą udział kinazy białkowe z grupy MAPK. Kompleks AP-1 bierze udział w regulacji procesów apoptozy, proliferacji i różnicowania się komórek. Może on działać zarówno jako czynnik sprzyjający przeżyciu, jak i jako czynnik sprzyjający apoptozie.